# Rochlitz
Rochlitz (pronunciación en alemán: /ˈʁɔxlɪt͡s/ⓘ) es un municipio situado en el distrito de Sajonia Central, en el estado federado de Sajonia (Alemania), a una altitud de 160 metros. Su población a finales de 2016 era de unos 6000 habitantes y su densidad poblacional, 250 hab/km².

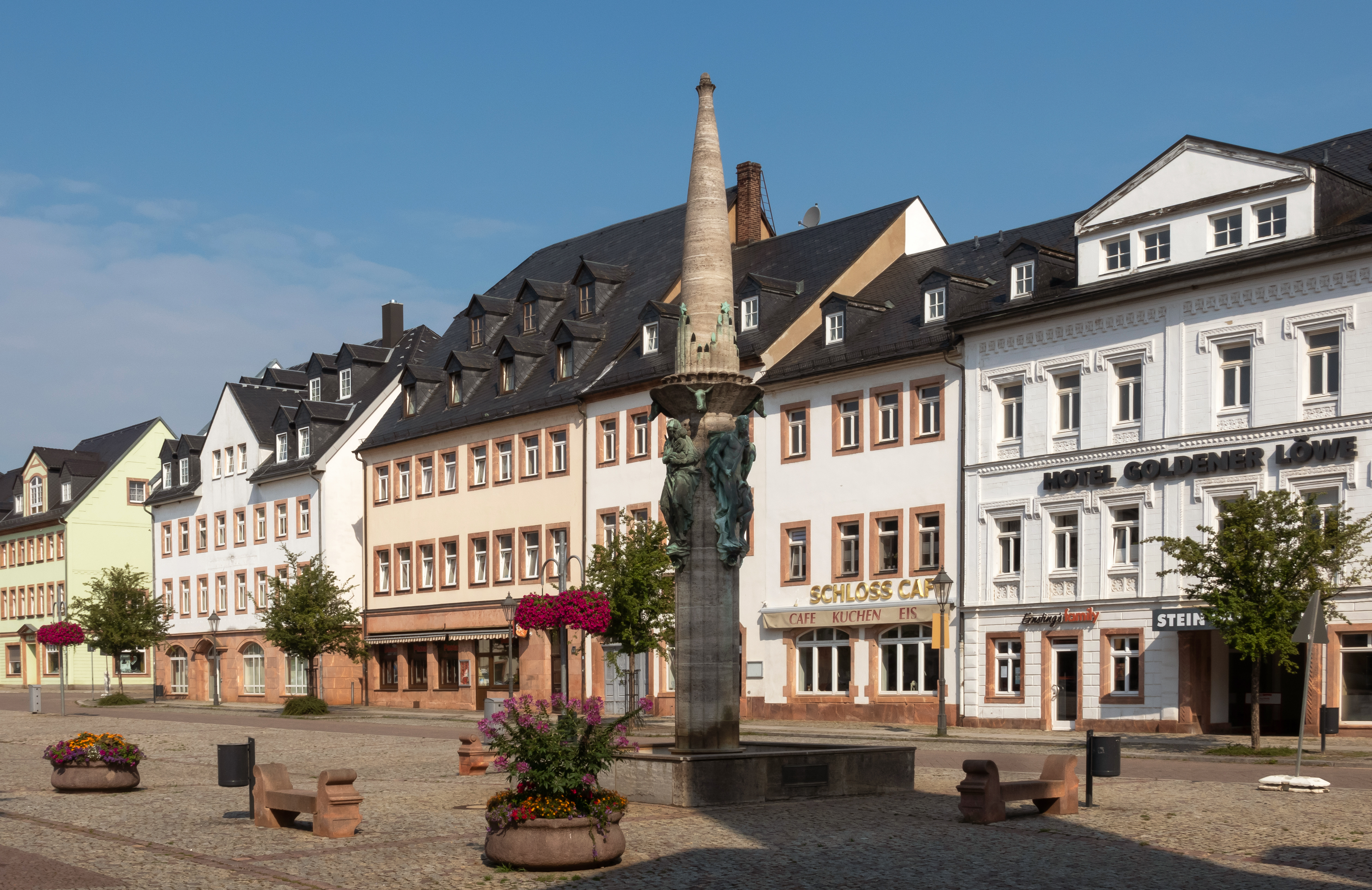
Rochlitz, la fuente del Markt y otros monumentos al fondo